# Albussac
Albussac é uma comuna francesa na região administrativa da Nova Aquitânia, no departamento de Corrèze. Estende-se por uma área de 36,26 km². Em 2010 a comuna tinha 746 habitantes (densidade: 20,6 hab./km²).